# 巧克力棒

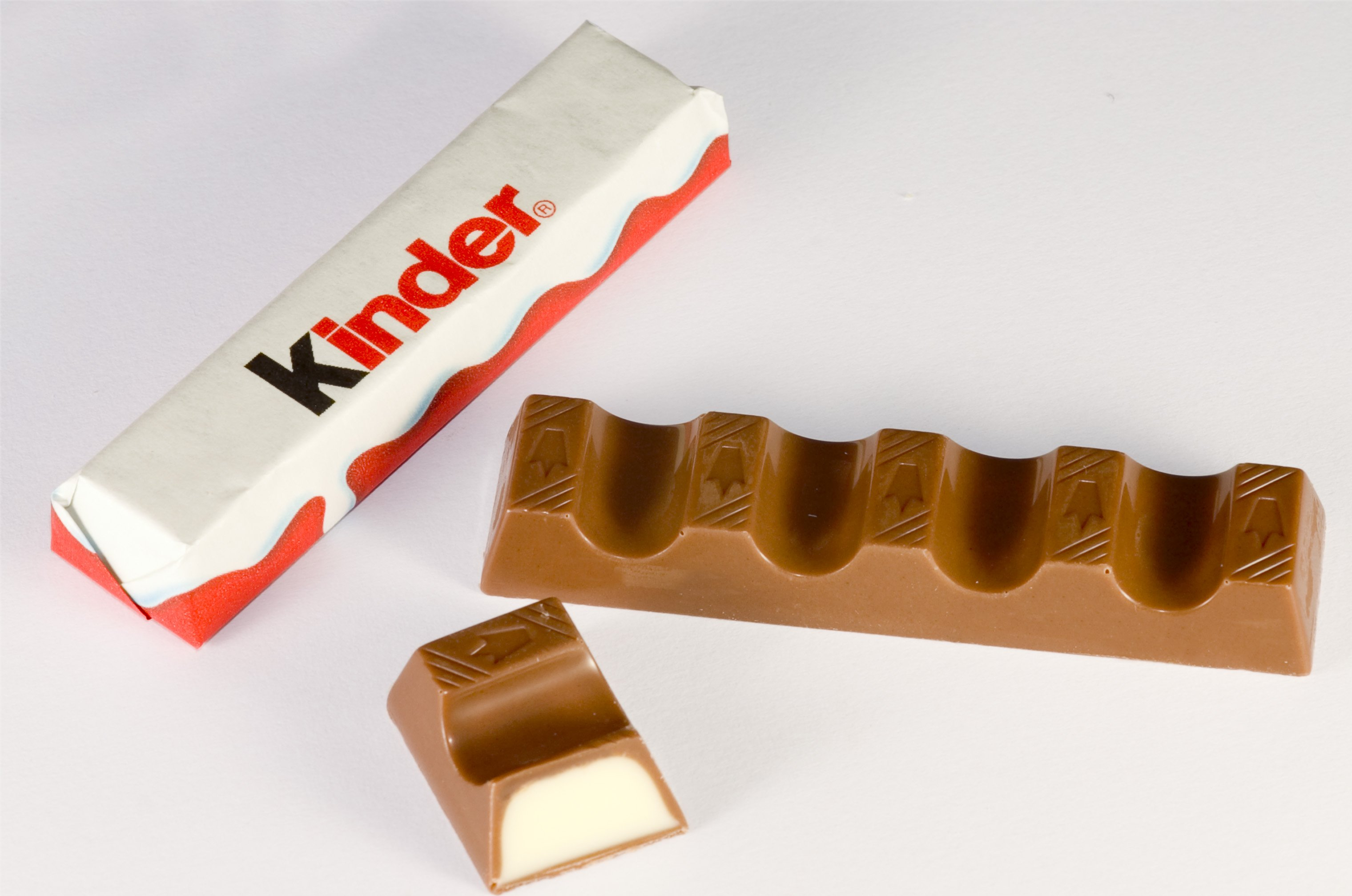
有添加巧克力或可可脂的棒状食品。

巧克力棒（英文：Chocolate bar）是用可可醬、糖漿跟牛奶所製成條狀的食品（條形糖）。成品可以是固體巧克力棒（許多成分組成），亦可以混合別的材料，像是水果、榛果、糖果軟餡及焦糖等。

各式朱古力棒
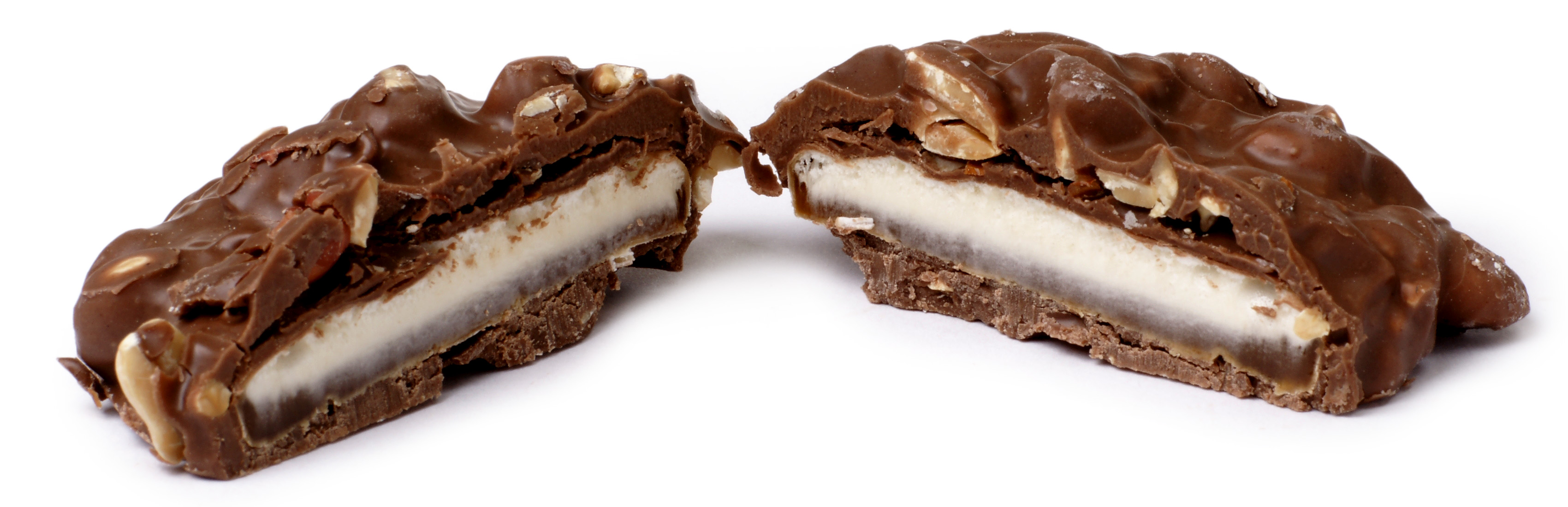
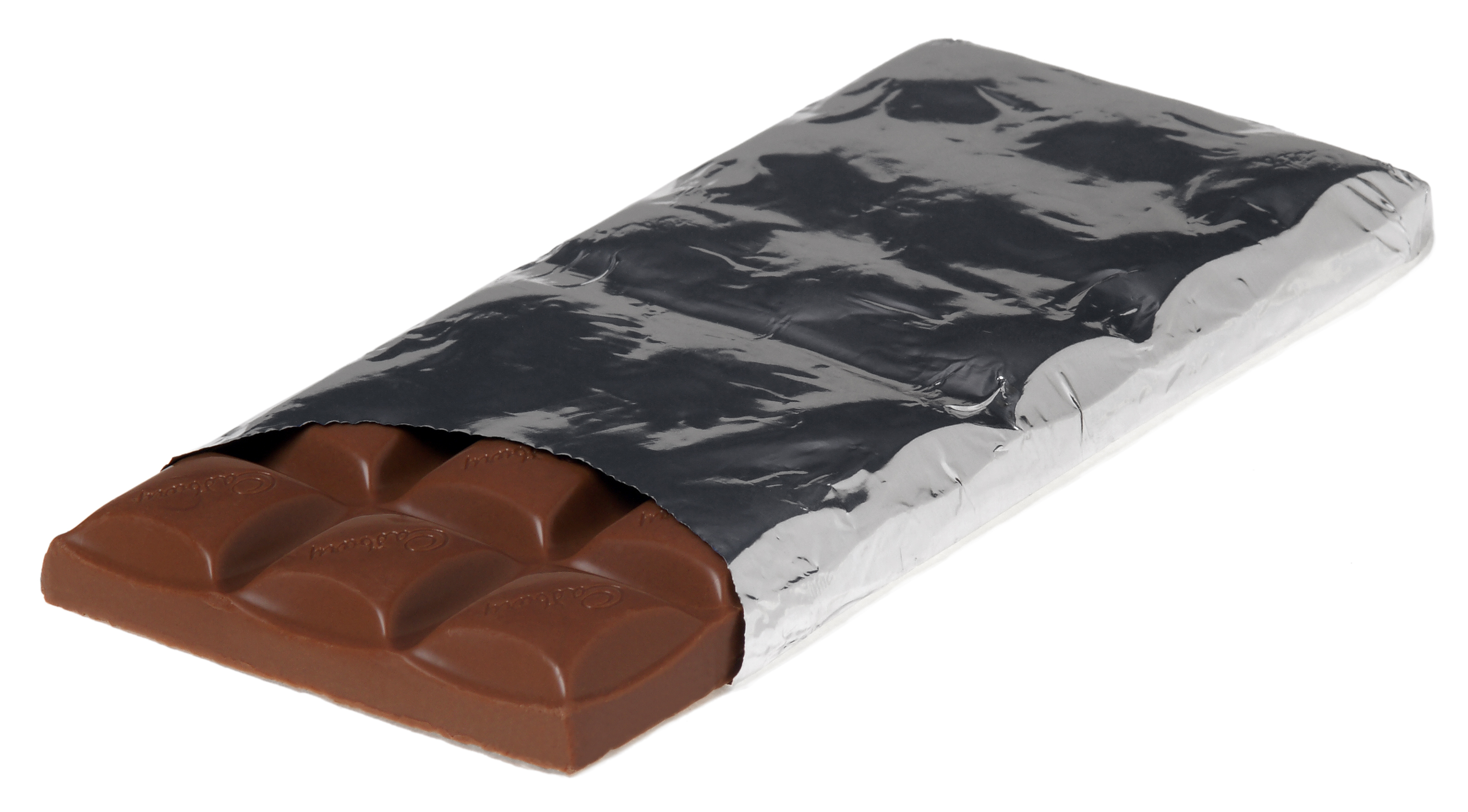
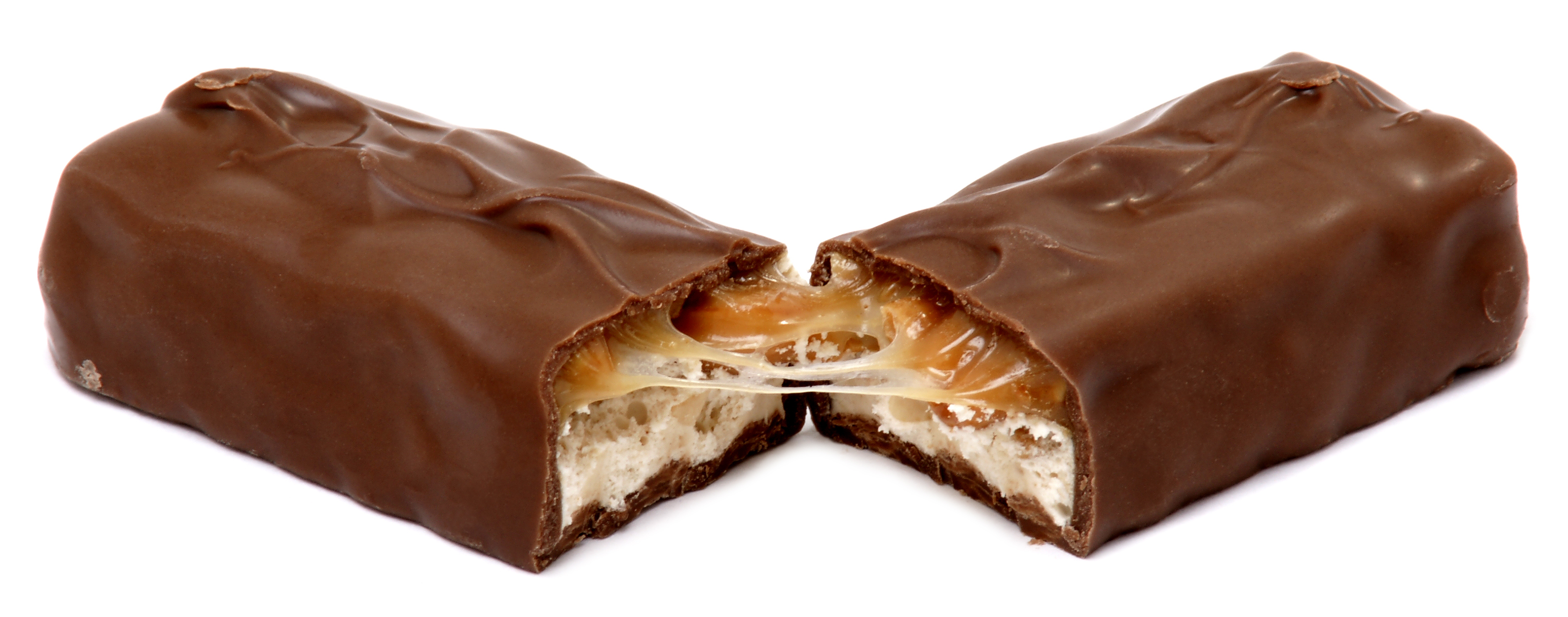
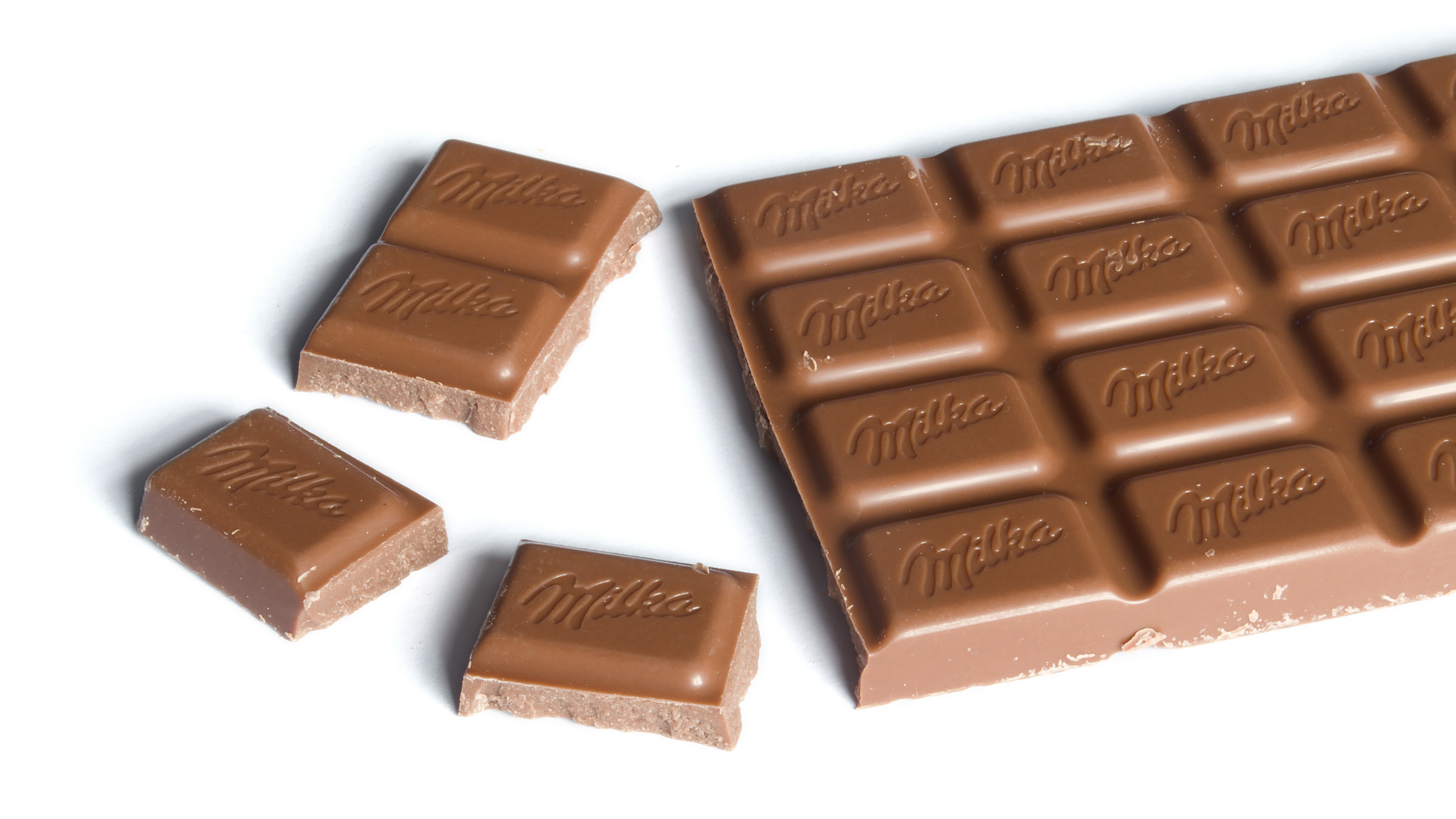